# Antoine de Lamothe-Cadillac
Antoine de Lamothe-Cadillac, též Antoine de la Mothe Cadillac, narozen jako Antoine Laumet (5. března 1658, Saint-Nicolas-de-la-Grave, Francie – 16. října 1730, Castelsarrasin, Francie) byl francouzský objevitel a dobrodruh v Nové Francii.
Začínal jako lovec a obchodník s alkoholem a kožešinami v Akádii, později se stal velitelem pevnosti Fort de Buade v Michiganu. V roce 1701 založil pevnost Fort Detroit (dnešní Detroit), kde byl velitelem až do roku 1710. Poté byl do roku 1716 guvernérem Louisiany, která byla součástí francouzské kolonie Nová Francie.

## Život
Narodil se jako Antoine Laumet v městečku Saint-Nicolas-de-la-Grave v Gaskoňsku v jihozápadní Francii (dnes departement Tarn-et-Garonne). V 17 letech vstoupil v belgickém Charleroi do armády. Když mu bylo 25 let, odjel z Francie do Ameriky. Přistál v Port Royal v Novém Skotsku. V Novém světě si vytvořil novou identitu, kterou odvodil od francouzské obce Cadillac.
V roce 1687 se v Québecu oženil. Do rodiny se narodilo šest dcer a sedm synů, někteří však zemřeli v raném dětství.
Dne 24. července 1701 založil Fort Pontchartrain du Détroit, zkráceně Fort Detroit. V roce 1710 se stal guvernérem Louisiany. Teprve v roce 1713 však dorazil do Fort Louis (dnes Mobile County, Alabama).
V roce 1717 se Cadillac s rodinou vrátil do Francie a usadil se v La Rochelle.

## Odkaz
- Jeho jméno nese ve svém názvu americká automobilka Cadillac.
- Připomíná jej americká třícentová poštovní známka vydaná 24. července 1951, vydaná k 250. výročí jeho přistání v Detroitu v roce 1701.
- Je po něm pojmenována stanice metra v Montréalu.
- V roce 2016 převzala do svého názvu jeho jméno francouzská střední škola v kanadském Windsoru.

### Ocenění
- Řád svatého Ludvíka z rukou francouzského krále Ludvíka XIV.